# Lista över olympiska medaljörer i hästpolo
Det här är en komplett lista över alla medaljörer i hästpolo vid olympiska spelen från 1900 till 1936.

## Herrar
| Spel                       | Guld | Silver                                                                                      | Brons |
| 1900 Paris Detaljer...     | Denis St. George Daly (GBR) Foxhall Parker Keene (USA) Frank MacKey (USA) Alred Rawlinson (GBR) John Beresford (GBR) | Walter Buckmaster (GBR) Jean de Madre (GBR) Frederick Freake (GBR) Walter McCreery (USA)    | Édouard Alphonse James de Rothschild (FRA) Frederick Agnew Gill (GBR) Robert Fournier-Sarlovèze (FRA) Maurice Raoul-Duval (FRA) |
| 1900 Paris Detaljer...     | Denis St. George Daly (GBR) Foxhall Parker Keene (USA) Frank MacKey (USA) Alred Rawlinson (GBR) John Beresford (GBR) | Walter Buckmaster (GBR) Jean de Madre (GBR) Frederick Freake (GBR) Walter McCreery (USA)    | Eustaquio de Escandón (MEX) Manuel de Escandón (MEX) Pablo de Escandón (MEX) Guillermo Hayden Wright (USA)                      |
| 1904 St. Louis             | Ingick inte i det olympiska programmet                                                                               | Ingick inte i det olympiska programmet                                                      | Ingick inte i det olympiska programmet                                                                                          |
| 1908 London Detaljer...    | Storbritannien Charles Darley Miller George Arthur Miller Patteson Womersley Nickalls Herbert Haydon Wilson          | Storbritannien Walter Buckmaster Frederick Freake Walter Jones John Wodehouse               | Ingen utsedd |
| 1908 London Detaljer...    | Storbritannien Charles Darley Miller George Arthur Miller Patteson Womersley Nickalls Herbert Haydon Wilson          | Storbritannien Ireland John Hardress Lloyd John Paul McCann Percy O'Reilly Auston Rotherham | Ingen utsedd |
| 1912 Stockholm             | Ingick inte i det olympiska programmet                                                                               | Ingick inte i det olympiska programmet                                                      | Ingick inte i det olympiska programmet                                                                                          |
| 1920 Antwerpen Detaljer... | Storbritannien Teignmouth Melville Frederick Barrett John Wodehouse Vivian Noverre Lockett                           | Spanien Leopoldo de La Maza Justo de San Miguel Álvaro de Figueroa José de Figueroa         | USA Arthur Harris Terry Allen John Montgomery Nelson Margetts                                                                   |
| 1924 Paris Detaljer...     | Argentina Arturo Kenny Juan Miles Guillermo Naylor Juan Nelson Enrique Padilla                                       | USA Elmer Boeseke Tommy Hitchcock, Jr. Frederick Roe Rodman Wanamaker                       | Storbritannien Frederick Barrett Dennis Bingham Fred Guest Kinnear Wise                                                         |
| 1928-1932                  | Ingick inte i det olympiska programmet                                                                               | Ingick inte i det olympiska programmet                                                      | Ingick inte i det olympiska programmet                                                                                          |
| 1936 Berlin Detaljer...    | Argentina Luis Duggan Roberto Cavanagh Andrés Gazzotti Manuel Andrada Diego Cavanagh                                 | Storbritannien Bryan Fowler William Hinde David Dawnay Humphrey Patrick Guinness            | Mexiko Juan Gracia Julio Mueller Antonio Nava Alberto Ramos                                                                     |